# Pieczyska (powiat de Grójec)
Pour les articles homonymes, voir Pieczyska.
Pieczyska (prononciation : [pjɛˈt͡ʂɨska]) est un village polonais de la gmina de Chynów dans le powiat de Grójec de la voïvodie de Mazovie dans le centre-est de la Pologne.
Il se situe à environ 5 kilomètres à l'ouest de Chynów (siège de la gmina), 13 kilomètres au nord-est de Grójec (siège du powiat) et à 33 kilomètres au sud de Varsovie (capitale de la Pologne).

## Histoire
De 1975 à 1998, le village appartenait administrativement à la voïvodie de Radom.